# Banua Wuhu

Le volcan sous-marin Banua wuhu (« île nouvelle ») s'élève à plus de 400 mètres du fond de la mer dans les îles Sangihe (Célèbes du Nord) en Indonésie. Les archives historiques montrent que plusieurs îles éphémères se sont successivement formées avant de disparaître.  
Ainsi en 1835 le sommet du volcan a émergé de 90 mètres ; seuls quelques rochers subsistaient en 1848. Une nouvelle île est signalée en 1889, et mesurée à 50 mètres en 1894. La dernière repérée nait lors de sa dernière éruption significative, de juillet à décembre 1919, et disparait en 1935. 
C'est un des cinq volcans sous-marins répertoriés en Indonésie. Son sommet constitue un haut-fond de forme ovale, qui s'étend du nord-est au sud-ouest sur environ 500 mètres. Ses pentes sont raides, et il est entaillé au milieu par un cañon de 15 mètres de profondeur. Il est formé d'andésite et de dacite. S'en échappent par des fumerolles des bulles de gaz qui affectent la composition chimique des eaux et forment des colonnes de mousse. L'eau atteint au voisinage des températures de 37 à 38 degrès Celsius. C'est un site de plongée sous-marine connu.